# رحیم سلطان‌اف
رحیم سلطان مَمِداُقلی سلطان‌اُف استاد ادبیات فارسی و ایرانشناسی اهل جمهوری آذربایجان بود.
رحیم سلطان‌اف در ۲۰ ژوئن ۱۹۱۲ میلادی در اردبیل ایران به دنیا آمد، اما اصالت آذربایجانی (در اتحاد شوروی سابق) داشت. پس از تحصیلات مقدماتی به سال ۱۹۳۹ میلادی وارد دانشکدهٔ شیمی شد و در ۱۹۵۰ میلادی از دانشکده شرق‌شناسی دانشگاه دولتی جمهوری آذربایجان فارغ‌التحصیل شد و سپس نامزد دکترای علوم زبان‌شناسی شد و درجهٔ دکترا دریافت کرد. او کارشناس مطالعات ایرانشناسی در مؤسسهٔ ملی خاورنزدیک و خاورمیانه و متخصص در رشتهٔ زبانشناسی فارسی بود. در سال ۱۹۵۳ میلادی به مقام دانشیاری نایل آمد. از سال ۱۹۵۰ تا ۱۹۵۷ میلادی رئیس دانشکده شرق‌شناسی دانشگاه دولتی آذربایجان و از ۱۹۵۷ میلادی تا ۱۹۶۰ میلادی مدیر کرسی زبان‌های شرقی آن دانشگاه بود. در سال ۱۹۶۹ میلادی در بیست و پنجمین کنگرهٔ بین‌المللی شرق‌شناسان در مسکو شرکت کرد.

## آثار
آثار سلطان‌اف در زمینه ادبیات فارسی عبارتند از:
- ویژگی‌های زبان سعدی بر پایه کتاب گلستان او (پایان نامهٔ دکتری)[۲]
- شیوهٔ ترکیب اسامی در زبان فارسی بر اساس داده‌های گلستان سعدی[۳]
- کلیله و دمنه (به زبان آذربایجانی، پیش‌گفتار، تفسیر)[۴]
- گلستان سعدی (به ترکی آذربایجانی)[۵]
- قابوس‌نامه (به ترکی آذربایجانی و با پیش‌گفتار)[۶]
- بهارستان جامی (به ترکی آذری، پیش‌گفتار)[۷]
- واژه‌های با ریشهٔ ترکی در مثنوی جلال‌الدین رومی (به ترکی آذربایجانی)[۸]